# 孔宜
孔宜（941年—986年），字不疑，孔仁玉长子，孔子四十四代孙。

## 生平
孔宜十歲能文，宋太祖乾德四年（966年），授曲阜縣主簿，後遷黃州軍事推官，佐理軍務，實績甚多。宋太宗時，擢司農寺丞，掌星子鎮市徵，就任知縣。太平興國三年（978年），擢太子右贊善大夫，襲封文宣公。太平興國八年（983年）奉詔修曲阜孔子廟。雍熙三年（986年），曹彬征遼，孔宜受詔督餉，於拒馬河溺水而卒。

## 子
- 孔延世
- 孔延泽，宋真宗咸平三年（1000年）中进士，赠右谏议大夫，他的夫人王氏，封福昌县太君，生子孔宗願。
- 孔延渥

## 延伸阅读
[在维基数据编辑]
 《宋史·卷431》，出自脱脱《宋史》